# ناحیه تنس
دائرة تنس (به عربی: دائرة تنس) یک منطقهٔ مسکونی در الجزایر است که در استان الشلف واقع شده‌است.